# Bjarkøybanan
Bjarkøybanen var en 600 mm industribana på en dryg kilometer för transport av järnmalm på Bjarkøy i nuvarande Harstads kommun i Troms fylke i Norge, som gick från Bjarkøy- och Nergårdgruvorna ned till Sålneset. Malmen fraktades först på enkelspår från gruvorna vid Övre stationen och ned till Nedre stationen. Från Nedre stationen gick en brant bana vidare på dubbelspår till utskeppningskajen i Sålneset.
Gruvan togs i drift 1902, men driften lades ned redan 1903. Gruvverksamheten återstartade med nya, svenska ägare 1906 och fortgick till 1909. Som mest var det 42 anställda 1907. 
Bjarkøybanans ånglok, som köpts begagnat från Danmark, tros ha sitt ursprung i södra Tyskland  eller Österrike. Det togs i bruk på Bjarkøy 1907. Det är 4,12 meter långt och har ett axelavstånd på 1,2 meter. Cylinderdiametern är 155 mm och hjuldiametern 560 mm. 
På järnvägen fanns också ett motorlok, som köpts nytillverkat av Söderbloms Gjuteri AB i Eskilstuna. Det var Söderbloms första tillverkade motorlok. Under andra världskriget beslagtog den tyska ockupationsmakten loket, och dess vidare öde är inte känt.
Ångloket är uppställt utomhus under tak på platsen för den tidigare Nedre stationen, tillsammans med tre vagnar. Banan är idag en kulturstig upp till Övre stationen.